# Szkoła Podoficerska Polskiej Organizacji Wojskowej w Radomiu
Szkoła Podoficerska Polskiej Organizacji Wojskowej w Radomiu – zakonspirowana szkoła wojskowa w Radomiu powołana z inicjatywy VII Okręgu Radomskiego POW.
Peowiacy z Okręgu Radomskiego kształcili się dzięki tej szkole w rzemiośle wojskowym.
Czas pobierania nauki trwał 6 miesięcy, a wśród zajęć były m.in.:
1. organizacja armii Cesarstwa Niemieckiego i Monarchii Austro-Węgierskiej
2. charakterystyka umundurowania i wyekwipowania
3. konstrukcja i działanie różnych rodzajów broni
4. balistyka i wiedza o materiałach wybuchowych
5. terenoznawstwo i umiejętność posługiwania się mapami
6. regulamin służby polowej
7. wywiad wojskowy i zdobywanie informacji wywiadowczych

W 1917 szkołę tę ukończyło 129 słuchaczy, otrzymując na koniec, w zależności od wyników w nauce, tytuł kandydata na podoficera (knd. pdf) bądź pełniącego obowiązki podoficera (p.o. pdf).